# Кленове (Тульчинський район)
Клено́ве — село в Україні, у Шпиківській селищній громаді Тульчинського району Вінницької області. Населення становить 100 осіб. Колишня назва — с. Гута (Гута Шпиківська) Брацлавського повіту.

## Історія
7 (20) листопада 1917 року, відповідно до Третього Універсалу Української Центральної Ради, увійшло до складу Української Народної Республіки.
12 червня 2020 року, відповідно до Розпорядження Кабінету Міністрів України від  № 707-р «Про визначення адміністративних центрів та затвердження територій територіальних громад Вінницької області», увійшло до складу Шпиківської селищної територіальної громади.
19 липня 2020 року, в результаті адміністративно-територіальної реформи та ліквідації Тульчинського район(1923 — 2020), село увійшло до складу новоутвореного Тульчинського району.

## Населення

### Мова
Розподіл населення за рідною мовою за даними :
| Мова       | Кількість | Відсоток |
| ---------- | --------- | -------- |
| українська | 92        | 92%      |
| російська  | 8         | 8%       |
| Усього     | 100       | 100%     |